# Чернушка Флетчера
Чернушка Флетчера (лат. Erebia fletcheri) — дневная бабочка из семейства бархатниц, вид рода Erebia.

## Этимология названия
Видовое название дано в честь Джеймса Флетчера (1852—1908) — канадского энтомолога, ботаника и писателя.

## Описание
Длина переднего крыла 21—24 мм. Основной фон крыльев тёмно-коричневого цвета. На верхней стороне передних крыльев располагается единое охристо-рыжее постдискальное поле, на котором имеется ряд небольших слепых овальных чёрных «глазков». На заднем крыле «глазки» мелкие и располагаются на изолированных охристо-рыжих пятнышках. Нижняя поверхность крыльев несколько светлее верхней. На нижней стороне крыльев рисунок на переднем крыле аналогичен верхней стороне, на нижнем крыле — имеются слабо выраженные серебристо-серые перевязи, ограничивающие более темную дискальную область, а прикраевые «глазки» являются малозаметными на задних крыльях.

## Ареал
Вид широко распространен в России (республики Алтай, Тува, Хакасия, Бурятия, Амурской области, Якутии, Читинской области, Магаданской области), а также в северной и западной Монголии.
Распространение в пределах Республики Алтай — Курайский хребет (перевал через хребет от Курая в долину реки Башкаус), хребет Чихачёва, верховья р. Абакан.
На Алтае населяет щебнистые тундры и крупнокаменистые осыпи на высотах 2200—2800 м н.у.м.

## Биология
Развивается в одном поколении за год. Время лёта бабочек с конца июня до конца июля. Кормовые растения гусениц не известны, скорее всего это многие злаки или осоковые.

## Подвиды
- Erebia fletcheri fletcheri
- Erebia fletcheri chorymensis Korshunov, 1995
- Erebia fletcheri chajataensis Dubatolov, 1992
- Erebia fletcheri daurica Belik, 2001
- Erebia fletcheri magnifica M. Takáhashi & Nakatani, 2010[7].